# Colleen Brennan
Colleen Brennan (Tennessee, 1 de diciembre de 1949), también conocida por el alias Sharon Kelly, es una ex actriz pornográfica estadounidense y miembro del Salón de la Fama de XRCO.

## Carrera
Una pelirroja rolliza, pecosa, Brennan comenzó su carrera protagonizando como Sharon Kelly en varias películas producidas por Harry Novack.
También hizo apariciones en Supervixens e Ilsa, She Wolf of the SS y su secuela, Ilsa, Harem Keeper of the Oil Sheiks. En 1974 apareció en un papel no acreditado como una estríper en la película Foxy Brown.
En 1975, hizo un topless en las películas Hustle y Shampoo.
En la década de 1980, inició su extensa carrera en el porno hardcore protagonizando en películas como Taboo y ganó dos Premios AVN en 1987.
Dejó de aparecer en películas pornográficas en 1986, a los 36 años.